# Oberstaufen
Oberstaufen äär en köping (Markt) i Landkreis Oberallgäu i Regierungsbezirk Schwaben i förbundslandet Bayern i Tyskland. Folkmängden uppgår till cirka 8 000 invånare, på en yta av 126 kvadratkilometer.

## Historia
Orten nämns 868 för första gången i en urkund (som Stoufen).